# Potocki-Palast (Natolin)

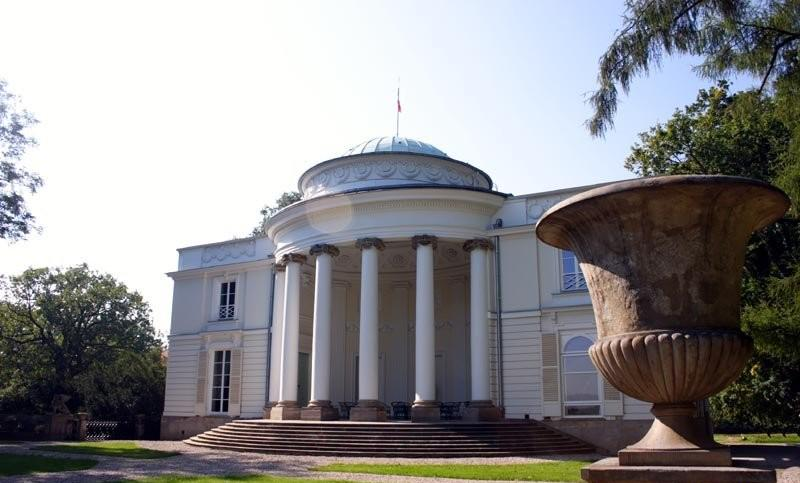
Die der Weichsel zugewandte Ostseite …

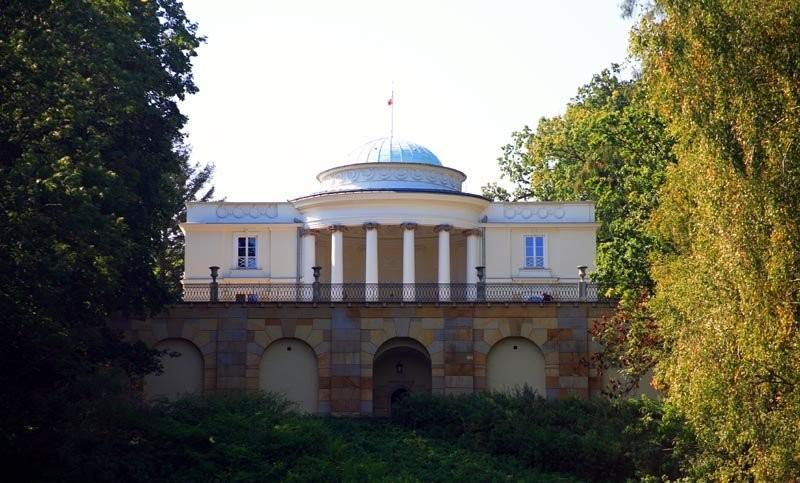
… steht an der abfallenden Weichselböschung bereits auf einer hohen Terrassenstufe

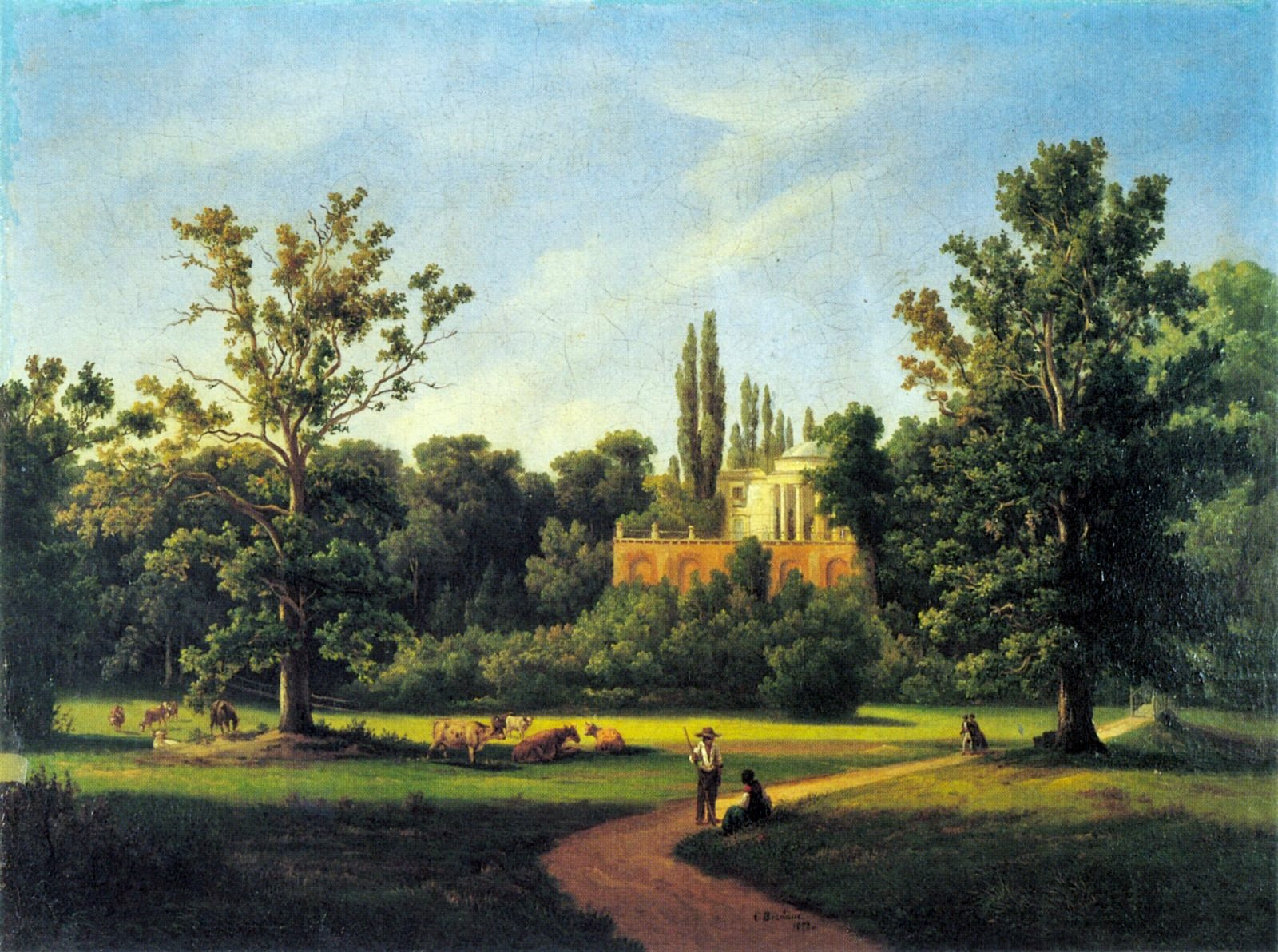
Blick auf die Ostseite des Palastes vom damaligen Park aus gesehen, Gemälde von Christian Breslauer aus dem Jahr 1852 (Widok pałacu w Natolinie)

Der kleine Potocki-Palast in Natolin (auch Natolin-Palast oder -Palais genannt) erhielt seine Bezeichnung erst zu Beginn des 19. Jahrhunderts. Vorher war er als Bażantarnia (deutsch: Fasanerie) bekannt. Das Objekt, das in einem kleinen Landschaftspark liegt und dem heute ein rund 1,2 Quadratkilometer großes, bewaldetes Naturschutzgebiet angeschlossen ist, gehörte zum Güterbezirk des Schlosses in Wilanów. Heute gehört es dem polnischen Staat und wird als Teil des Campus des College of Europe genutzt.

## Lage
Das Palais liegt rund 10 Kilometer südlich von der Warschauer Innenstadt an der westlichen Weichselböschung. Etwa 75 Meter westlich des Palastes liegt die Parkgrenze an der alten und heute kaum noch genutzten Ulica Nowoursynowska. Weitere 75 Meter weiter westlich verläuft heute die moderne, vierspurige Ulica Rosoła, eine von zwei wichtigen Verkehrsadern des Warschauer Stadtdistriktes Ursynów. Aus ostwärtiger Richtung läuft die Zufahrtsstraße Ulica Pałacowa – ausgehend von der Ulica Przyczólkowa – rund 1200 Meter gerade auf das Palais zu, wo sie sich wegen eines vor dem Palais liegenden Teiches teilt. Das Schloss in Wilanów liegt rund 3,5 Kilometer entfernt.

## Geschichte
Ursprünglich befand sich hier ein Zuchtgehege für Jagdfasanen von König Jan Sobieski. Die damalige Bezeichnung „Bażanteria“ sollte die Anlage bis Anfang des 19. Jahrhunderts behalten. In der ersten Hälfte des 18. Jahrhunderts wurden in dem am Fuße der Böschung liegenden, feuchten Wald mehrere Alleen angelegt, die an einem Vorsprung der Böschung zusammenliefen. Außerdem entstand ein quer zur Böschung verlaufender Kanal mit Entwässerungsgraben. Von 1780 bis 1782 ließ Fürst August Aleksander Czartoryski von Szymon Bogumił Zug auf dem genannten Böschungsvorsprung einen kleinen, klassizistischen Palast errichten. Nach dem Tode Czartoryskis setzte seine Tochter und Erbin des Güterbezirks Wilanów, Izabella Lubomirska, die Bauarbeiten fort, die etwa 1784 abgeschlossen waren.
Seit 1787 durfte die Tochter der Lubomirska, Aleksandra und deren Ehemann, Stanisław Kostka Potocki das Palais nutzen. Nachdem der Güterbezirk Wilanów im Rahmen des Erbganges an die Eheleute gefallen war, konzentrierte Potocki sich auf die Umgestaltung der Wilanówer Schlossanlage. Nach der Heirat seines Sohnes Aleksanders mit Anna Tyszkiewicz am 27. Mai 1805 erhielt das junge Paar den „Bażanteria“-Besitz als Sommerresidenz. Zu Ehren der Geburt der Tochter Natalia Potocka im Jahr 1807 wurde das Anwesen in „Natolin“ umbenannt. Eine Gedenktafel an der Palastauffahrt erinnert an die Namensänderung. Ab 1806 wurden Palast und Umgebung umgebaut. Der Palast erhielt 1810 bis 1812 an seiner Ostseite eine gemauerte Terrasse an der Böschung, zur selben Zeit begannen die Bauarbeiten an einer gotisch-klassizistischen Holländerei im unteren Teil des Parkes. In den Folgejahren entstanden weitere Gebäude. Von 1807 bis 1808 arbeitete Chrystian Piotr Aigner an der Innenausstattung des Palais. Später entwarf er das sogenannte Amphitheater sowie die Einfassung und Vasen auf der Terrasse. Wergiliusz Bauman ersetzte 1807 und 1808 bisherige Wandmalereien im Palast durch Stuckatur. Aus dem umgebenden Wald wurde ein englischer Landschaftspark.
Nach der Scheidung von seiner Frau im Jahr 1820 fiel der Palast an Aleksander Potocki, seine Frau erhielt das Szuster-Palais. In den Jahren 1834 bis 1838 kam es zu einer Reihe weiterer Baumaßnahmen am Palast wie auch im Park. Der frühere Wohnbereich der Anna Potocka erhielt nun einen etruskischen Charakter. Zu der Zeit war der Palast ein Mittelpunkt gesellschaftlichen Lebens. So nahmen 1858 der russische Zar Alexander II. und Hieronymus Bonaparte an einer hier ausgerichteten Jagd teil. In der zweiten Hälfte des 19. Jahrhunderts wurde der Besitz nicht mehr gepflegt und verfiel allmählich unter den Potockis und nachfolgend den Branickis, die den Güterbezirk Wilanów – und damit auch das Natolin-Palais – übernommen hatten. Die baufällige Holländerei wurde nach dem Ersten Weltkrieg abgerissen.

### Krieg und Nachkriegszeit
Während des Warschauer Aufstandes im Jahr 1944 und in den Folgemonaten wurde der Palast von hier einquartierten deutschen Truppen weitgehend zerstört. Nach der Enteignung übernahm 1945 das Warschauer Nationalmuseum die Anlage und baute die Gebäude wieder auf. Folgend wurde der Palast für die Öffentlichkeit gesperrt und zu repräsentativen Treffen der politischen Elite genutzt. Auch wurde er als Wochenendresidenz des polnischen Präsidenten verwendet. In den 1950er Jahren trafen sich reaktionäre Angehörige der PZPR-Führung im Palast, um unerwünschte politische Veränderungen zu erörtern; diese Gruppe wurde deshalb nach dem Versammlungs-Ort Natolin benannt. Nach dem Tode von Bolesław Bierut fiel die Anlage an den Ministerrat.
Seit 1992 wird der Komplex im Auftrag des polnischen Staatsschatzes von der Stiftung Europacenter Natolin (Fundacja Centrum Europejskie Natolin) verwaltet. Seit 1993 wird hier – als Zweigniederlassung des Stammsitzes in Brügge – das College of Europe betrieben. Neben der Anpassung von historischer Bausubstanz wurden auch einige neue Zweckbauten im oberen Teil der Anlage errichtet. Der frühere Landschaftspark ist heute weitgehend Wald und Teil des hier angelegten Naturschutzreservates.

## Architektur
Der Palast ist zweigeschossig und stand ursprünglich auf einem rechteckigen Grundriss in H-Form in einheitlicher Komposition. Vermutlich hatte er ein durchgehendes Flachdach. Der Umbau ab dem Jahr 1806 führte zu einer starken Veränderung der ostwärtigen Parkseite. Hier wurde zwischen den beiden vormaligen Risaliten ein offener, zur Weichsel halbbogenförmiger Saal eingebaut und mit einem Kuppeldach bedeckt. Die offene Kolonnade dieses Saals besteht aus sechs ionischen Säulen und wird von einer – ebenso halbrunden – Freitreppe umgeben. Die Terrasse am Hang ruht auf geschlossenen Arkaden, hinter denen sich Abstellräume befinden.

### Innenbereich
Im Gebäude gibt es neben dem offenen, zweigeschossigen Saal und den etruskischen Zimmern ein ansehnliches Mosaikkabinett und einen Speisesaal. Beide sind mit viel Stuck im Stil des reifen Klassizismus ausgestaltet. Die hier ursprünglich vorhandenen Wandmalereien von Vinzenzo Brenna wurden beim Umbau Anfang des 19. Jahrhunderts zerstört. Das Vestibül verfügt über eine umlaufende, dorische Friesdekoration.

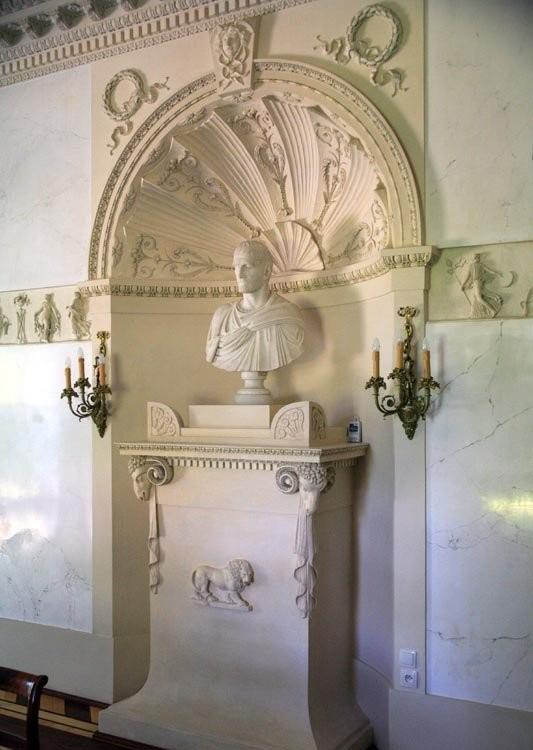
Nische mit Brutus-Büste im “Zeichenzimmer”
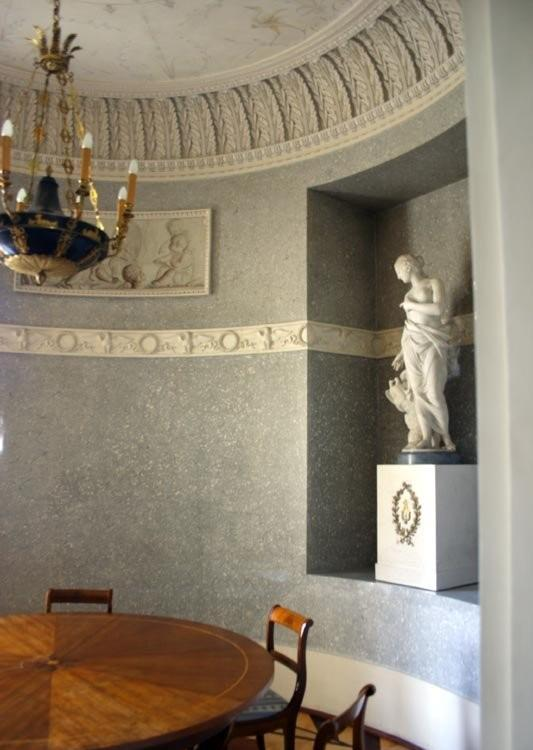
Das Mosaikkabinett im Erdgeschoss
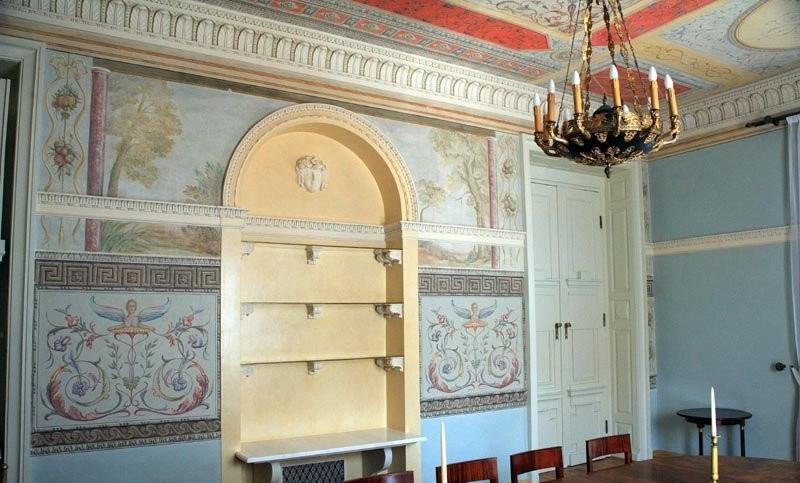
Der Speisesaal

## Gebäude des Palastensembles
Zum Palast gehört das südlich stehende, ehemalige (palastartige) Hintergebäude, das vermutlich nach einem Entwurf von Stanisław Kostka Potocki in den Jahren 1806 bis 1808 errichtet wurde. Die klassizistische Wagenremise und der angelehnte Pferdestall entstanden 1808/1809. Das Wachhaus an der Einfahrt von Wolica (heute: Ursynów) wurde 1823 durch Chrystian Piotr Aigner errichtet.

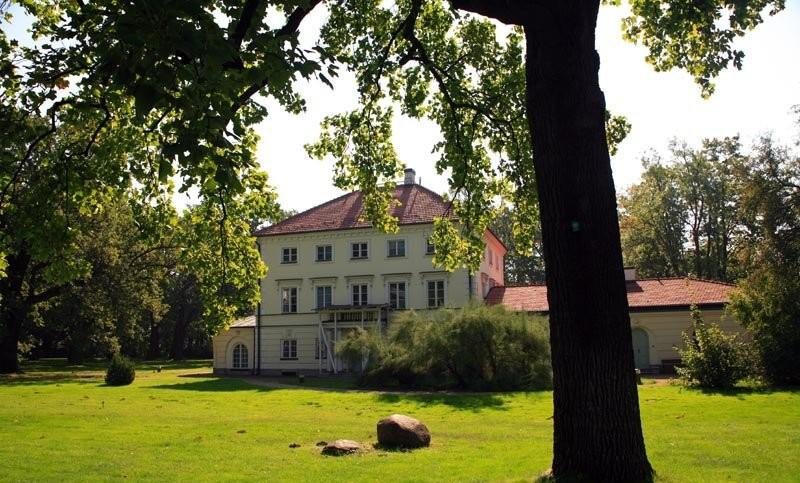
Das Hintergebäude des Palastes, das heute die Stiftung des Natolin European Centre beherbergt
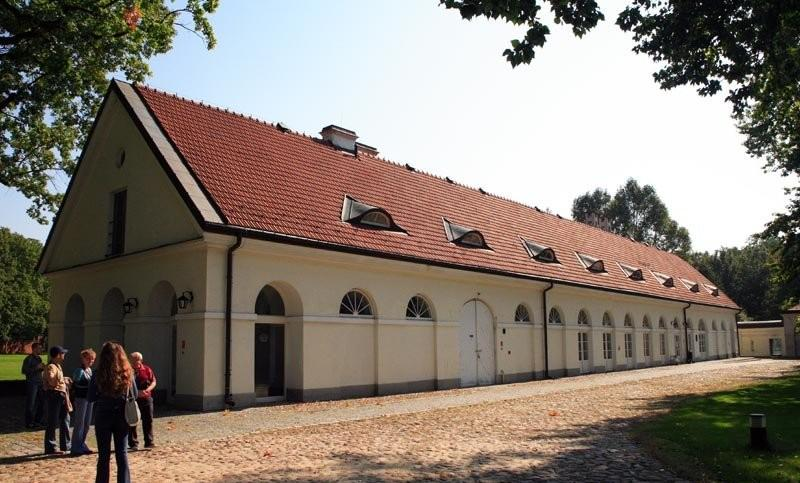
Die ehemaligen Pferdeställe, in denen sich heute die Bücherei befindet
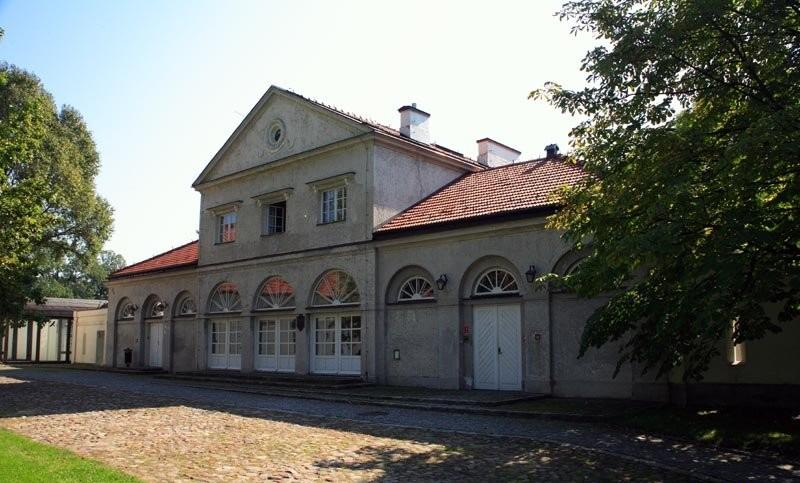
Seminarräume in der ehemaligen Remise
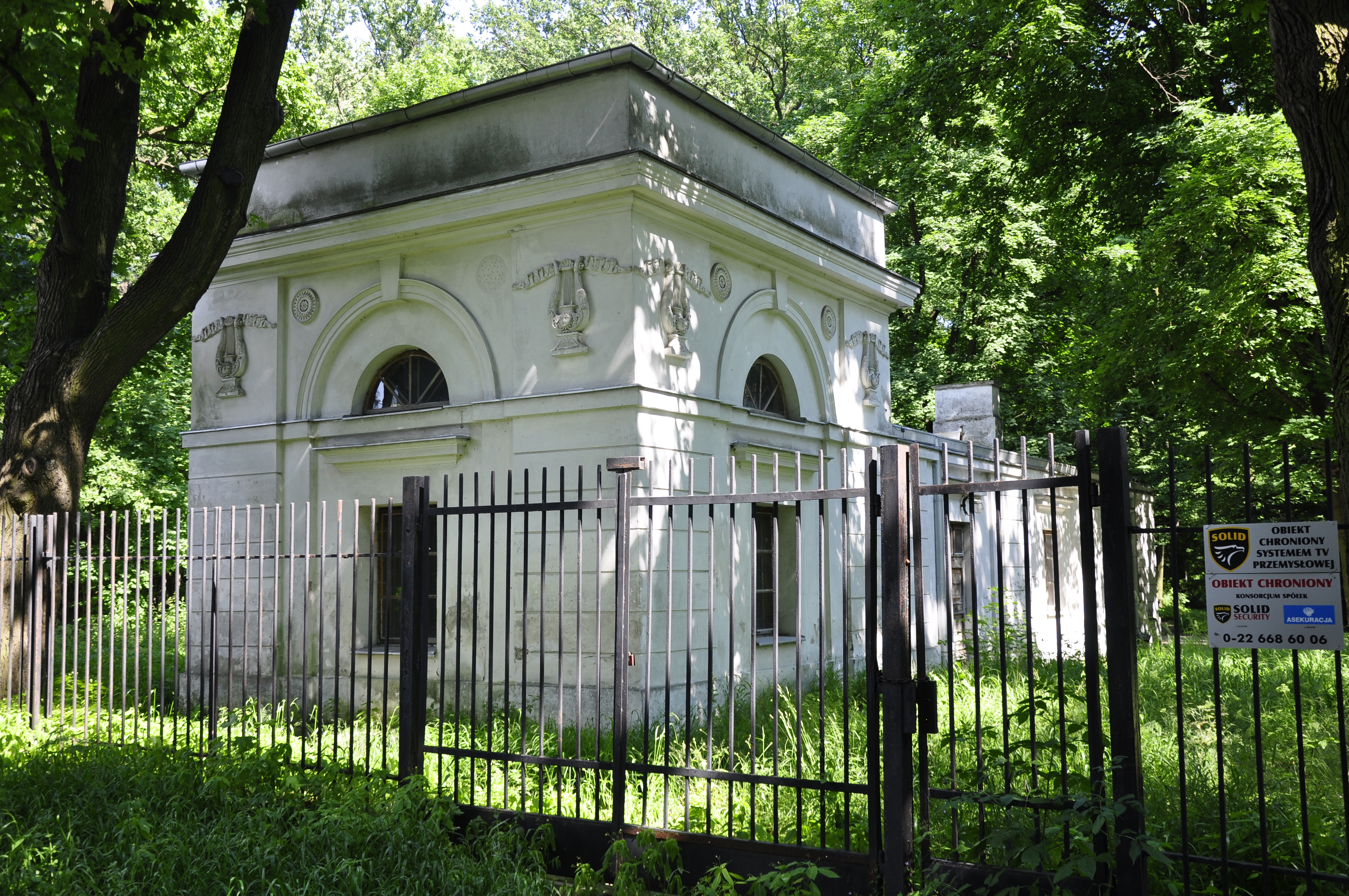
Die Torwache im oberen Park (Ursynów)

## Weitere Objekte in der Parkanlage
In der Parkanlage befinden sich weitere historische Objekte. Dazu gehört ein Dorischer Tempel, den Henryk Marconi im Jahr 1834 schuf. Von ihm stammen auch das Mauretanische Tor, die Mauretanische Brücke und das Aquädukt (alle 1834 bis 1838). Das Denkmal der Natalia Sanguszko wurde ebenfalls um 1834 bis 1838 aufgestellt, die Skulptur stammt von Ludwig Kauffmann, der Ensembleentwurf von Marconi. Das Försterhaus wurde zu Beginn des 19. Jahrhunderts errichtet und 1838 umgebaut. Die Toranlage aus Richtung Wilanów stammt vermutlich auch von Chrystian Piotr Aigner.

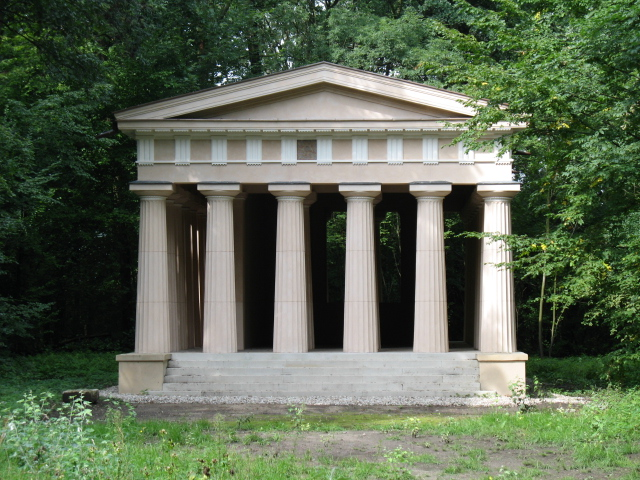
Dorischer Tempel
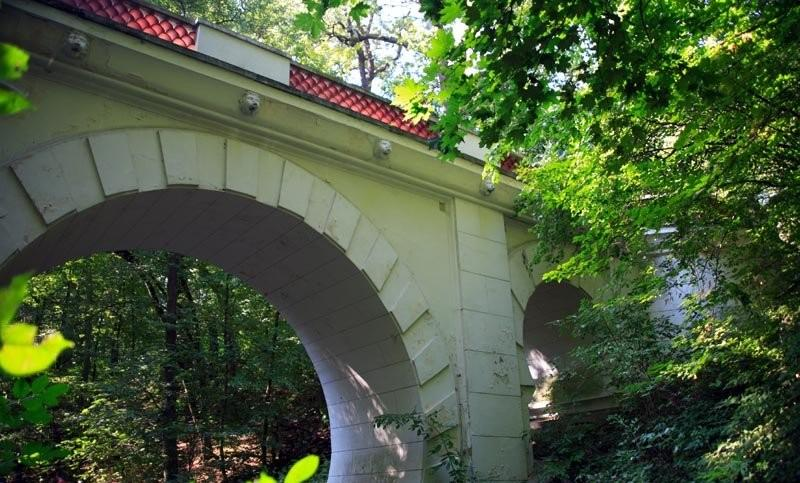
Mauretanische Brücke
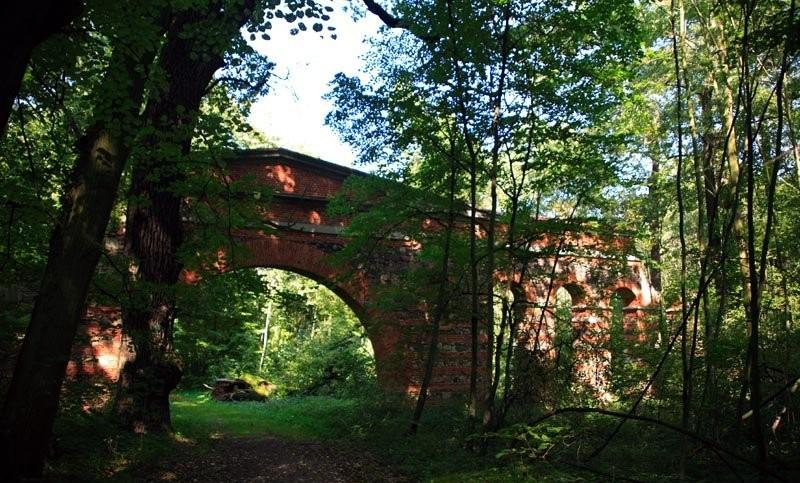
Aquädukt
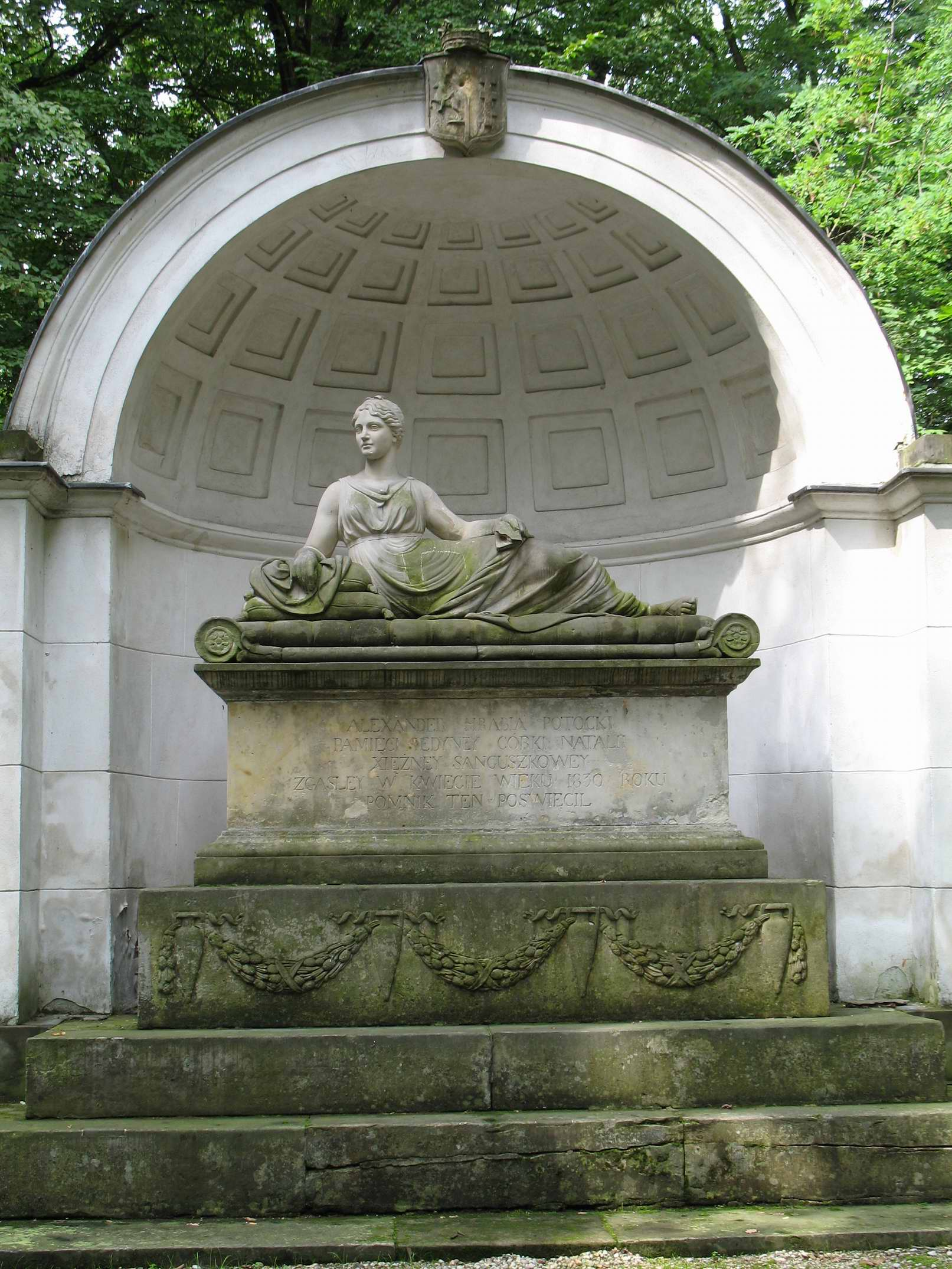
Sarkophag und Denkmal der Natalia Sanguszko
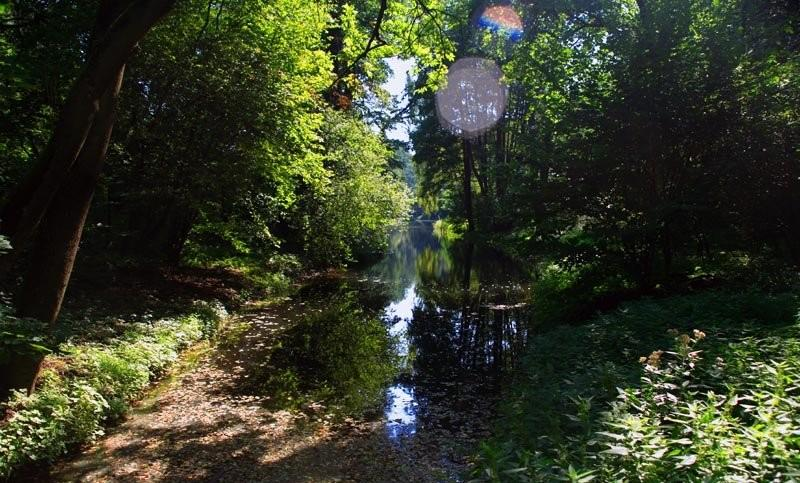
Teich Staw Łosice